# Marilena Vlădărău
Marilena Vlădărău, später Perețeanu, (* 16. August 1963 in Bukarest) ist eine ehemalige rumänische Kunstturnerin.
Sie turnte beim CSȘ Triumf București und gehörte ab 1977 dem rumänischen Nationalkader an. 1978 gewann sie bei den Junioren-Europameisterschaften am Stufenbarren und am Schwebebalken jeweils die Silbermedaille.
Noch im selben Jahr wurde Vlădărău bei den Weltmeisterschaften der Aktiven eingesetzt. In Straßburg gewann sie mit Nadia Comăneci, Emilia Eberle, Marilena Neacșu, Teodora Ungureanu und Anca Grigoraș hinter der Sowjetunion die Silbermedaille in der Mannschaftswertung.
Ihren größten Erfolg erreichte sie 1979. Bei den Weltmeisterschaften in Fort Worth  gewannen die Rumänninen (Nadia Comăneci, Rodica Dunca, Emilia Eberle, Melitta Rühn, Dumitrița Turner, Marilena Vlădărău) zum ersten Mal in der Turngeschichte den Weltmeistertitel. Danach nahm Vlădărău noch bis 1981 an internationalen Turnieren teil, wurde allerdings nicht für die Olympischen Spiele 1980 in Moskau nominiert, und beendete dann ihre Karriere.
Nach ihrem Rücktritt blieb Vlădărău dem Turnsport erhalten und wurde Trainerin bei Triumf București und internationale Kampfrichterin.